# Fjällig markgök
Fjällig markgök (Neomorphus squamiger) är en fågel i familjen gökar inom ordningen gökfåglar.

## Utbredning och systematik
Fågeln förekommer i centrala Amazonområdet i Brasilien, från södra sidan av Amazonfloden på båda sidor om nedre Rio Tapajós österut till Rio Xingus östra bank och söderut till övre Tapajós avrinningsområde. Den behandlas som monotypisk, det vill säga att den inte delas in i några underarter.

## Status
IUCN betraktar den numera som en underart till rostbukig markgök och placeras därmed inte i någon hotkategori.